# Рагби репрезентација Индонезије
Рагби репрезентација Индонезије је рагби јунион тим који представља Индонезију у овом екипном спорту. Рагби савез Индонезије је члан светске рагби федерације. У Индонезији има 12 рагби клубова. Рагби репрезентација Индонезије је редовни учесник азијског рагби шампионата. Симбол индонежанског рагбија је носорог. Први званичан тест меч репрезентација Индонезије одиграла је 2006., против Камбоџе, а резултат је био 7-30. Најубедљивију победу репрезентација Индонезије је остварила над Камбоџом 2008., када је било 55-3. Најтежи пораз Индонезији је нанела рагби репрезентација Гвама (12-49).